# Namibia Press Agency
Die Namibia Press Agency (NAMPA; deutsch Namibische Presse-Agentur) ist die öffentlich-rechtliche namibische Presse- und Nachrichtenagentur. Ihr Sitz befindet sich in der Hauptstadt Windhoek.
Die Agentur wurde 1987 als Namibia Press Association von der SWAPO gegründet und erhielt nach der Unabhängigkeit Namibias 1991 ihren heutigen Namen. Sie agiert unter den Regularien des Namibia Press Agency Act of 1992.
Etwa 20 Journalisten und 30 weitere Mitarbeiter arbeiten für die NAMPA. Neben dem Hauptbüro in Windhoek verfügt die Agentur über sieben Regionalbüros in Swakopmund, Keetmanshoop, Gobabis, Ongwediva, Opuwo, Rundu und Otjiwarongo.

## Dienstleistungen
NAMPA bietet Text-, Bild- und Audiodienste für nationale und internationale Presse an. Es wird, insbesondere bei der Verbreitung internationaler Nachrichten in Namibia, eng mit den internationalen Agenturen Agence France-Presse, Antara News, Associated Press, Reuters, der South African Press Association, Xinhua und dem Press Trust of India zusammengearbeitet.

## Finanzen
Die Agentur arbeitet seit Gründung, trotz der im Jahr 2001 durchgeführten Kommerzialisierung, stark defizitär. Im Finanzjahr 2018/19 lag der Verlust bei 7,7 Millionen Namibia-Dollar. Im Zuge sinkender Staatssubventionen als Auswirkung der COVID-19-Pandemie in Namibia wurde die Mitarbeiterzahl und dadurch das Angebot seit 2020 deutlich verringert.